# New Pine Creek
New Pine Creek è un census-designated place degli Stati Uniti d'America, nello stato della California, nella Contea di Modoc. Nel 2010 contava 98 abitanti.
New Pine Creek è il punto più settentrionale della California.